# Joe Hachem
Joseph Hachem (ur. 3 listopada 1966 w Libanie) – australijski pokerzysta zawodowy pochodzenia libańskiego.
W 1972 wyemigrował z rodziną do Australii. Triumfator Main Event World Series of Poker w 2005. W grudniu 2006 zwyciężył w turnieju World Poker Tour Five Diamond Poker Classics. Przez długi czas należał do zespołu PokerStars, z którego odszedł w grudniu 2011.